# ETOILE -三銃士星羅-
『ÉTOILE -三銃士星羅-』（エトワール さんじゅうしせいら ）は、『月刊少年ジャンプ』（集英社）で連載されていた漫画。原作：井沢ひろし、漫画：山田孝太郎。『月刊少年ジャンプ』の休刊と共に連載終了となった。全2巻。

## 世界観
小説『三銃士』の登場人物や時代風景を元に、ファンタジー的な要素を取り込んだ作品となっている。

## ストーリー
時は17世紀。フランス・ガスコーニュ村に暮らす青年、シャルル・ダルタニャンは剣と女を愛する奔放な暮らしを送っていたが、一人の少女、コンスタンスとの出会いが彼の運命を変えることになる。

## 星座剣（アストラクテ）
銃士の剣と、それぞれに呼応する星石（アストレージュ）を組み合わせ、剣でその星座を作る星を突くことによって繰り出される特殊な技。
プトレマイオスが定めた全部で48の星座剣（アストラクテ）があるらしい。

## 登場人物
シャルル・ダルタニャン
主人公。パリの親衛隊隊長だった銃士・ベルトランを父に持ち、オリオン座の剣と技、そして『護るものを護る力を持ち、必ず笑って死ぬ』という理想を受け継いだ。
幼いころは父のような立派な銃士になることが夢で剣の修行をしていたが、彼が銃士隊を追放され、不名誉な家とレッテルを貼られてひどい迷惑を被った為に信頼を失う。父が病に倒れた後はナンパや喧嘩をしながら、からまれたせいで足を悪くした母のフランソワーズと二人暮しだったが、コンスタンスを助けたことで、彼女を追ってきた枢機卿の護衛隊銃士・スパンカーとの争いに巻き込まれ、かつて悪者に誘拐された幼い自分を助けるために国王の命令を無視した咎で、ベルトランが銃士隊を追放されたことを知る。スパンカーを倒した後、再び父に負けないくらいの銃士になることを誓ってパリへ向かう。
犬のファンファンと、馬のロシナンテを飼っている。
星座剣（アストラクテ）
ラルク デトワール（星弓覇光乱舞）
自分の背後に弓をつがえた巨大なオリオンの像を召喚し、弓から放たれる7つの光の矢が敵を貫く。
ラルク デトワール デュブル（双弓覇光乱舞）
アトス戦で使用した、矢の軌道の隙間を埋めるために放った発展技。2回連続で星を突き、2体のオリオンから光の矢が放たれる。

コンスタンス
パリからベルトランを頼ってオリオン座の星石（アストレージュ）・「ベテルギウス」を持って来た少女。護衛隊の銃士と枢機卿の銃士との争いに巻き込まれて逃亡中に落馬して川に流され、ガスコーニュの湖に流れ着いたところを、水浴びをしていたダルタニャンに救われた。
パリでは王室のメイドをしており、実家では兄と二人暮し。料理が得意でぬいぐるみ好き。
ボナシェ
コンスタンスの兄。かつては銃士を志していて、ベルトランの従者をしていたが、スパンカーのカラスに襲われて利き腕の神経を断たれ、剣を握ることすらできなくなってしまった。最初はダルタニャンの生意気な態度に反発していたが、父親と同じ理想を持ち、他人の星座剣（アストラクテ）も使いこなす彼の申し分ない剣術の才能を見て、価値観を変えた。

### 三銃士
フランスを護る親衛隊の中でも最強といわれる、三人の青い服の銃士。
アトス
左目に不思議な模様があり、おおいぬ座の剣を持つ。星石（アストレージュ）は「シリウス」。かつてはベルトランの親友だったが、ベルトランを自分が成り上がるために銃士隊から追放したと言われている。だが、それは命令を無視したベルトランにとって処刑に値することを追放だけに済ませ、彼を生き伸ばせるためにしたことだった。
星座剣（アストラクテ）
フー･ディヴローニュ（酔牙・猋炎の契）
ケルベロスを召喚し、三頭の口から放たれる灼熱の炎で敵を葬り去る。

アラミス
美貌の持ち主であり、性別は不明。剣術だけでなく楽器の演奏も得意。星座剣（アストラクテ）は不明。
ポルトス
なぜか土佐弁で話し、おうし座の剣を持つ。星石（アストレージュ）は「アルデバラン」。普段は温和で気さくだが、好物のケーキを粗末にする者には容赦なく強大な力を発揮する。
星座剣（アストラクテ）
グルマン ボルカン（牡山大蹄の晩餐）
銃士自身が巨大な怪物と化し、力で敵をねじ伏せる。

### 護衛隊
親衛隊と反発している、枢機卿リシュリューの率いる赤い服の銃士。
イザベラ
パリに来たダルタニャンを護衛隊に引き入れようとした美女。だがダルタニャンに企みを諭され、計画は失敗。その後も彼に固執するようになる。
ダルタニャン曰く偽名。相手に幻覚を見せることができ、最初に登場したときの姿や、ダルタニャンを連れ込んだ家も幻覚だった。
スパンカー
コンスタンスを追ってガスコーニュにやって来た銃士の男。カラス座の剣を持つ。星石（アストレージュ）は「ギエナ」。
残忍で狡猾な性格で、イザベラからも良く思われていなかった。ダルタニャンとの決闘に敗れ、自らのカラスに喰い尽くされる。
星座剣（アストラクテ）
ベック ヴォラン（黒翼骸鴉の死嘴）
自分の技量に応じた数のカラスを召喚して使役し、剣で敵の急所を一突きにする。その際、使用者の背中にはカラスの翼が広がる。

ジラール
さいだん座の剣を持つ、スパンカーの親友の護衛隊銃士。星石（アストレージュ）は「βアラ」。
イザベラが連れ込んだダルタニャンを倒そうとしたが、返り討ちにされる。
星座剣（アストラクテ）
ミル ヴィジオン（贄、貪る幻軀）
出現した祭壇から立ち込める煙が実体を伴った幻を作り出し、千体もの幻が敵をメッタ刺しにする。

コクナール
第2巻の読み切りで登場した、護衛隊の女銃士。
自分を推薦した貴族の命令で、三銃士のポルトスの命を狙うが、極悪人に見えない彼の行動に好意を持つ。その後、自分に見切りをつけた貴族に毒ヘビで殺されそうになったが、ポルトスに助けられた。

## 単行本
井沢ひろし（原作）山田孝太郎（作画） 『ÉTOILE -三銃士星羅-』 集英社、全2巻
1. ダルタニャン 2007年6月7日発売 ISBN 978-4-08-874381-3
2. 皆は一人の為に、一人は皆の為に 2007年8月8日発売 ISBN 978-4-08-874407-0